# 간경화증

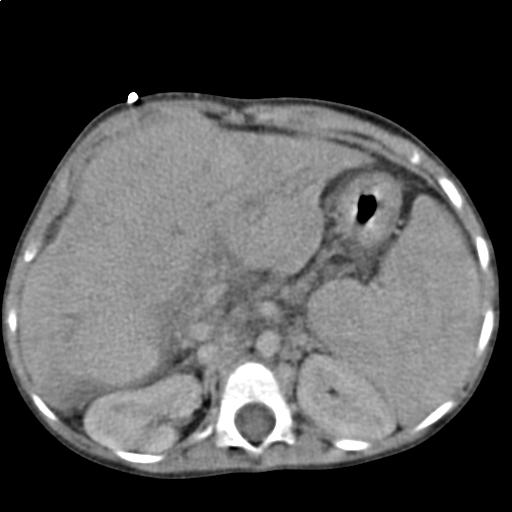
CT로 촬영한 간경변

간경화증(肝硬化症, 영어: cirrhosis, liver cirrhosis, hepatic cirrhosis)은 만성적인 간 질병으로, 간의 조직 세포에 문제가 생겨 간이 굳고 오므라드는 것이 특징이다. 간경변(肝硬變), 간섬유증으로도 부른다. 손상된 조직이 재생함으로 말미암아 혹이 생기며, 이로써 간의 기능이 쇠약해진다. 또, 온몸이 쇠약해지며 빈혈을 일으킬 수 있다. 알코올 의존증, B형 간염, C형 간염, 비알코올성 지방간 질환으로 인해 발병하는 것이 일반적이지만 그 밖의 다른 원인도 수없이 많다. 일부는 원인을 알 수 없는 특발성 질환이다.
복수(腹水)가 차는 것이 일반적이며 낮은 삶의 질, 감염 위험의 증가 등과 관련된다. 식도정맥류로 인한 출혈, 간성뇌증과도 관련될 수 있다. 간경변증은 가역적인 질환으로 원인질환의 교정으로 호전을 기대할 수 있다. 하지만 진행된 간경변증의 치료는 보통 병의 진전과 합병증을 예방하는데 초점을 둔다. 간경변 후기의 경우 유일한 선택 사항은 간 이식이다.
또, 간경변은 광범위한 간 세포 파괴의 결과로 섬유조직의 증식과 재생성 결절 형성의 형대학적 특징을 보이며, 2차적으로 간내혈관의 변형 및 간기능의 저하가 초래되는 질병이다.

## 원인과 증상
간경변은 바이러스에 의한 간염의 악화, 술, 비만, 당뇨병 등으로 인해 발생한 만성 지방간의 악화 등으로 인해 발생한다. 간의 섬유화는 서서히 진행되어 상당한 경과가 있더라도 간기능 부전이 일어나기 전까지 자각증상이 없다. 따라서 간경변의 진단도 매우 어렵다. 증상은 온 몸이 나른하고 식욕이 없으며 헛배가 부르며 구역감이 생기고 설사 또는 변비로 고통을 호소하는 것으로 만성간염의 증세와 매우 유사하다. 오줌이 진해지고 황달이 생기기도 한다. 복수가 고여 개구리배처럼 배가 부풀어 오르기도 한다.
간기능 부전은 간염과 간경변이 혼재되면서 나타나는데 다음과 같은 증상을 보인다.
- 황달: 미세담도가 막혀 적혈구가 파괴된 빌리루빈이 피부로 역류
- 복수(腹水): 알부민이 합성되지 않아 혈중 수분이 몸으로 빠져나가 부종을 일으킴
- 여성화: 여성호르몬이 파괴되지 않아 남성의 경우 유방 증대, 치모 손실, 고환 위축 등이 나타남
- 망상모반: 동맥 혈관이 방사형으로 피부에 돌출하여 손바닥에 홍반이 나타나고 얼굴, 목, 가슴에 거미상 혈관이 나타남
- 이외에 코피가 멎지 않는 출혈 증상, 암모니아 해독 불능으로 인한 혼수, 저혈당, 정맥류, 비장 비대, 신장염, 입에서 쥐오줌 냄새가 나는 구취 등의 증상이 있다.

## 진단과 치료
원인을 밝히기 위해 B형 간염 바이러스 항원과 C형 간염 바이러스 항체 검사를 실시한다. 또한 간기능 검사, 프로트롬빈 시간 측정, 식도위내시경 검사, 소변 검사, 복부 초음파, CT, MRI, Fibroscan 등을 통해 진단한다. 복수와 거미상혈관종, 수장홍반(手掌紅斑), 복부의 측부순환정맥 발현과 같은 전형적 증상이 동반하면 간경변으로 의심할 수 있으며 조직검사를 통해 확진한다. 이 외에 비전형적인 경우 여러 가지 보조적인 진단법을 사용한다.
간경변은 섬유조직의 증식 및 결절성 재생을 나타내는 질환으로 정상상태로 되돌리는 것은 불가능하다고 알려진 것이 과거의 시각이었으나 현재는 간경변은 가역적이라는 것이 정설로 자리잡았다. 원인질환의 성공적인 치료는 간섬유화의 반전을 일으킬 수 있다. C형 간염의 항바이러스 치료, B형 간염의 항바이러스 치료, 알코올성 간질환자에서의 금주, 비 알코올성 간질환자에서의 체중감소는 간섬유화의 개선을 기대할 수 있다. 다만 비가역적 수준으로 진행된 간경변의 치료는 완치를 목적으로 하는 것이 아닌 현재의 간기능을 최대한 활용할 수 있도록 하는 것이 고작이다.

## 같이 보기
- 간부전